# HD 178628
HD 178628，又名CD-3913156，SAO 211017、HR 7268，是一颗恒星，视星等为6.36，位于銀經358.54，銀緯-20.25，其B1900.0坐标为赤經19h 4m 10.6s，赤緯-39° -20.25′ 59″。